# Io ti assolvo
Io ti assolvo è un film per la televisione diretto da Monica Vullo, mandato in onda su Canale 5 il 15 gennaio 2008, con protagonista Gabriel Garko.

## Trama
Nel cuore della notte il prete di Montenevio, l'anziano padre Raoul, viene assassinato con un'arma da taglio nella sua chiesa. Del caso si occupa il commissario Augusto Lariano, che sta già indagando su alcune prostitute uccise allo stesso modo: egli inizialmente non vi vede correlazioni. Dalla chiesa è stata rubata una collana a forma di cuore tempestato di rubini, regalo della facoltosa famiglia Zunin, benefattrice della parrocchia, a cui padre Raoul era solito far visita. Scoperto il furto, i sospetti del commissario Lariano cadono su Lorenzo, figlio tossicodipendente della perpetua di padre Raoul, Mirella Pensotti. Il vescovo manda nella comunità un nuovo prete, padre Francesco, che accetta di andare ma è preoccupato perché troppi dolorosi ricordi lo legano a quel luogo. Tornano infatti alla sua memoria i tragici fatti accaduti prima che lui prendesse la tonaca: la morte di Carla Visciano, sua fidanzata del tempo, annegata durante un incidente d'auto causato dalla loro ebbrezza per droga. Padre Francesco, che ha appreso dal vescovo che il vecchio sacerdote aveva intenzione di spretarsi, nel tentativo di far luce sul delitto scopre che Lorenzo in passato aveva lavorato per le imprese Zunin, finendo però per essere licenziato a causa dei problemi di tossicodipendenza. Si reca quindi alla villa della famiglia Zunin, formata da Renato (il padre, costretto su una sedia a rotelle), Veronique (la madre), Giancarlo (il figlio); quest'ultimo è sposato con Eleonora, la quale mal sopporta l'invadenza di Veronique. Quella stessa sera, nel segreto del confessionale, un uomo camuffato dice a padre Francesco di aver ucciso lui il vecchio sacerdote e scappa via. Il prete nasconde a tutti l'accaduto. La situazione si complica ulteriormente quando Mirella gli rivela che la sera prima del delitto, in sacrestia, ha visto Eleonora intimidire padre Raoul e accusarlo di essere l'amante di un uomo a lei molto vicino; la perpetua adduce come prova un esplicito biglietto d'amore omosessuale scritto da Giancarlo Zunin. Lorenzo muore in un conflitto a fuoco con la polizia, sotto gli occhi della madre, che l'aveva sempre difeso. Giancarlo si uccide dopo che tutti vengono a conoscenza della sua omosessualità; in seguito si scoprirà che l'amante del giovane non era però padre Raoul (che apprese la verità solo poco prima di essere ucciso) bensì Enrico Pieroboni, amico di vecchia data di padre Francesco nonché medico curante di Renato Zunin. Veronique non conferma l'alibi di Eleonora, che viene quindi arrestata. Il "cuore di rubini" viene restituito alla parrocchia da Matilde Visciano, amica di Lorenzo nonché sorella minore di Carla, la defunta fidanzata di padre Francesco, alla quale somiglia tantissimo pur non essendo sua gemella. Trovarsi di fronte al "fantasma" del suo amore scomparso provoca un grande trauma in padre Francesco che ripensa a tutto quello che è accaduto prima e durante l'incidente mortale. La ragazza, in balia di un uomo senza scrupoli, Renzo Palma, che era stato il primo fidanzato di sua sorella, è costretta a drogarsi e a prostituirsi. Mirella prende atto che suo figlio era un ladro e lascia pertanto la comunità, ma non senza prima ribadire a padre Francesco di essere certa dell'estraneità di Lorenzo all'omicidio. Veronique viene avvicinata per strada da un uomo che lei mostra di conoscere; questi la rapisce e poi la uccide con la stessa arma da taglio usata per gli altri delitti. Accanto al corpo viene trovata una registrazione su nastro, in cui la donna dichiara di avere mentito alla polizia. Il commissario Lariano fa rilasciare Eleonora, comunicando alla stampa di ritenersi ora certo che dietro tutti gli omicidi ci sia un'unica persona. Nel timore che Matilde possa essere la prossima vittima, padre Francesco cerca di portarla al sicuro, nascondendola in una casa messagli a disposizione da Pieroboni. Ma non ha fatto i conti con la diabolicità dell'assassino, che si scopre essere nientemeno che il commissario Lariano. Padre Raoul voleva infatti sciogliere i voti per rivelare a tutti quello che Lariano gli disse in confessione: da piccolo, costui uccise la madre, che insieme al nuovo fidanzato (condannato poi per quel delitto da un giudice che dunque non individuò il vero responsabile) aveva deciso di chiuderlo in collegio nonostante lei gli avesse in un primo tempo promesso che non l'avrebbe mai abbandonato (da qui l'odio di Lariano per le prostitute e per le persone che mentono). Dopo aver ammazzato anche Renzo Palma, Lariano sequestra Matilde e tenta di affogare padre Francesco, ma viene ferito a morte da un ispettore che era stato per tempo allertato dal religioso. Ormai agonizzante, il serial killer chiede a padre Francesco di essere assolto per i suoi delitti. Il prete, sia pure dopo qualche attimo di esitazione, lo esaudisce. Egli infine partirà per Calcutta, dove aveva chiesto al vescovo di essere mandato, mentre Matilde, finalmente fuori da sporchi giri, lavorerà nell'archivio dello studio di Pieroboni, per diventare infermiera.

## Ascolti
| Numero Puntata | Trasmessa il    | Telespettatori | Share  |
| -------------- | --------------- | -------------- | ------ |
| 1              | 15 gennaio 2008 | 6.408.000      | 26,08% |